# Novoselje
Novoselje (en serbe cyrillique : Новосеље) est un village du sud du Monténégro, dans la municipalité de Budva.

## Démographie

### Évolution historique de la population
| 1948 | 1953 | 1961 | 1971 | 1981 | 1991 | 2003 |
| ---- | ---- | ---- | ---- | ---- | ---- | ---- |
| 91   | 96   | 140  | 41   | 8    | 1    | 1    |